# Туин-Лейкс (тауншип, округ Маномен, Миннесота)
Туин-Лейкс (англ. Twin Lakes) — тауншип в округе Маномен, Миннесота, США. На 2000 год его население составило 847 человек.

## География
По данным Бюро переписи населения США площадь тауншипа составляет 93,3 км², из которых 84,9 км² занимает суша, а 8,4 км² — вода (8,97 %).

## Демография
По данным переписи населения 2000 года здесь находились 847 человек, 241 домохозяйство и 185 семей.  Плотность населения —  10,0 чел./км².  На территории тауншипа расположено 392 постройки со средней плотностью 4,6 построек на один квадратный километр. Расовый состав населения: 9,92 % белых, 0,59 % афроамериканцев, 86,19 % коренных американцев, 0,24 % — других рас США и 3,07 % приходится на две или более других рас. Испанцы или латиноамериканцы любой расы составляли 1,42 % от популяции тауншипа.
Из 241 домохозяйства в 50,6 % воспитывались дети до 18 лет, в 38,6 % проживали супружеские пары, в 27,8 % проживали незамужние женщины и в 23,2 % домохозяйств проживали несемейные люди. 17,0 % домохозяйств состояли из одного человека, при том 7,9 % из — одиноких пожилых людей старше 65 лет. Средний размер домохозяйства — 3,51, а семьи — 3,90 человека.
43,0 % населения — младше 18 лет, 11,1 % — в возрасте от 18 до 24 лет, 22,9 % — от 25 до 44, 17,1 % — от 45 до 64, и 5,9 % — старше 65 лет. Средний возраст — 22 года. На каждые 100 женщин приходилось 97,9 мужчин.  На каждые 100 женщин старше 18 приходилось 88,7 мужчин.
Средний годовой доход домохозяйства составлял 26 250 долларов, а средний годовой доход семьи —  26 250 долларов. Средний доход мужчин —  25 000  долларов, в то время как у женщин — 23 750. Доход на душу населения составил 8914 долларов. За чертой бедности находились 31,8 % семей и 37,1 % всего населения тауншипа, из которых 40,8 % младше 18 и 15,1 % старше 65 лет.